# Tea & Sympathy
Tea & Sympathy è il terzo album in studio di Billie Myers, pubblicato nel 2009.

## Tracce
1. Lady Jane – 3:58
2. Wonderful – 4:11
3. Send Me an Angel (...Is God Dead?) – 4:31
4. I Hope You're Happy Now – 3:40
5. You Wear Heaven – 4:23
6. Anonymous – 5:11
7. Not Another Love Song – 4:03
8. No Regrets Allowed – 3:39
9. You Send Me Flying – 4:01
10. Painfully Happy – 4:36

You Send Me Flying era già comparsa nell'album d'esordio della Myers Growing, Pains.
Wonderful è stata remixata da Barry Harris e diffusa su internet.